# Itaballia pandosia
Itaballia pandosia är en fjärilsart som först beskrevs av William Chapman Hewitson 1853.  Itaballia pandosia ingår i släktet Itaballia och familjen vitfjärilar. Inga underarter finns listade i Catalogue of Life.

## Bildgalleri

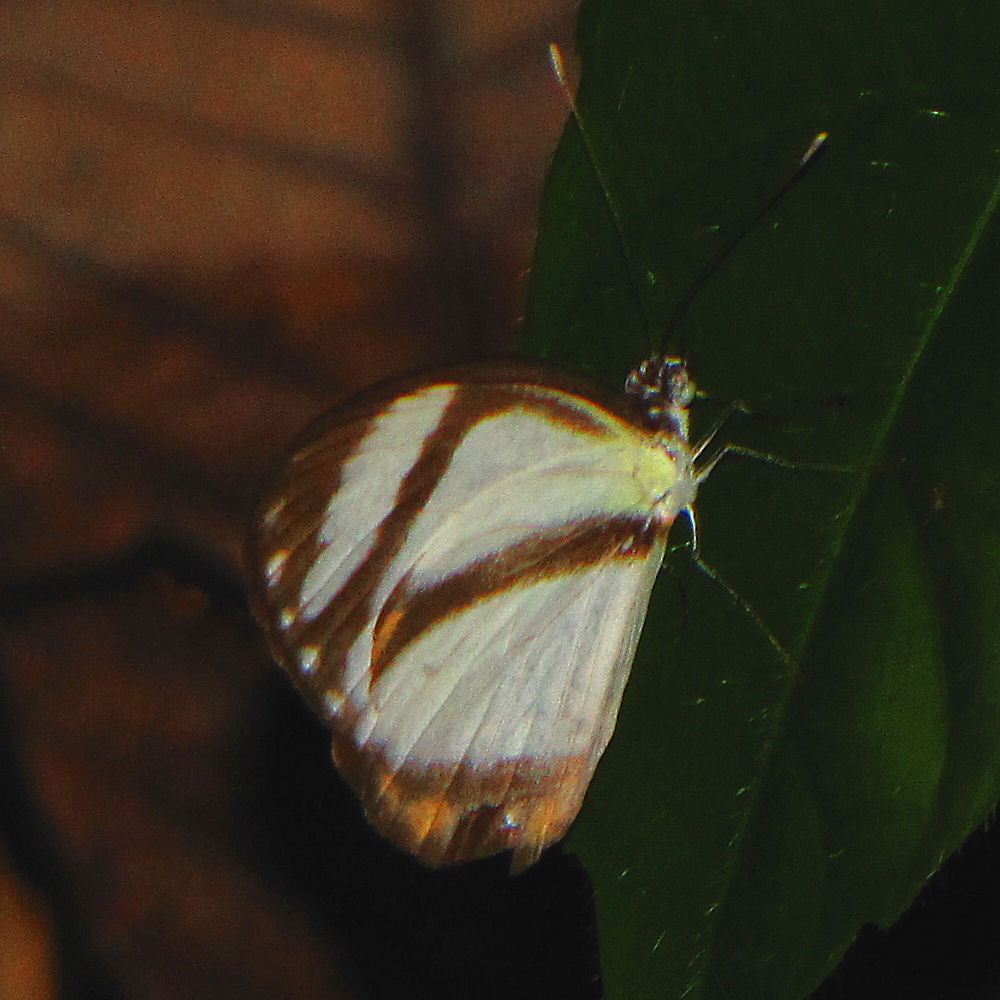